# Stadt Luzern (1837)
Pour les articles homonymes, voir Stadt Luzern.
Le Stadt Luzern en français : « ville de Lucerne » était un bateau à aubes naviguant sur le lac des Quatre-Cantons, en Suisse. Il s'agit du premier navire à vapeur sur ce lac. Il a navigué de 1837 à 1870.

## Histoire
Ce bateau entre en service en 1837. Il a été construit par Escher Wyss à Zurich. Le voyage inaugural eut lieu le 29 juillet 1837 de Lucerne à Flüelen. Par la suite, d'autres navires prirent aussi ce nom : le Stadt Luzern de 1887 à 1925 et le Stadt Luzern lancé en 1928 et naviguant toujours en 2018.

## Caractéristiques
Il mesurait 32 mètres de long et six mètres de large. Il ne comportait qu'un pont couvert d'une bâche, sans cabine intérieure. Il était doté d'un moteur de 40 cv, mais avait aussi des mâts pour se déplacer à la voile. Avec un équipage de neuf personnes, il pouvait recevoir 300 personnes ou du bétail. Il pouvait aussi transporter 10 tonnes de fret.

### Sources
- (de) Cet article est partiellement ou en totalité issu de l’article de Wikipédia en allemand intitulé « Stadt Luzern (1837) » (voir la liste des auteurs).